# UFC on FX 2
UFC on FX 2: Alves vs. Kampmann（ユーエフシー・オン・エフエックス・ツー：アウベス・バーサス・カンプマン）は、アメリカ合衆国の総合格闘技団体「UFC」の大会の一つ。2012年3月3日、オーストラリア・ニューサウスウェールズ州シドニーのオールフォンズ・アリーナで開催された。

## 大会概要
本大会では初代UFC世界フライ級王座決定トーナメントの準決勝2試合が組まれた。
漆谷康宏、イアン・マッコールがUFCに初出場した。

## ルール改正
本大会よりフライ級（125ポンド、56.7kg）が設置された。

## 試合結果

### アーリープレリム
第1試合 ヘビー級ワンマッチ 5分3R
○  ショーン・ジョーダン vs.  オリ・トンプソン ×
2R 1:07 TKO（スタンドパンチ連打）

### プレリミナリーカード
第2試合 フェザー級ワンマッチ 5分3R
○  ダニエル・ピネダ vs.  マッケンス・セメルジエール ×
1R 2:05 腕ひしぎ三角固め
第3試合 ウェルター級ワンマッチ 5分3R
○  TJ・ウォルドバーガー vs.  ジェイク・ヘクト ×
1R 0:55 腕ひしぎ十字固め
第4試合 ミドル級ワンマッチ 5分3R
○  アンドリュー・クレイグ vs.  カイル・ノーク ×
3R終了 判定3-0（29-28、29-28、29-28）
第5試合 フェザー級ワンマッチ 5分3R
○  スティーブン・サイラー vs.  コール・ミラー ×
3R終了 判定3-0（29-28、29-28、29-28）
第6試合 ライトヘビー級ワンマッチ 5分3R
○  アンソニー・ペロシュ vs.  ニック・ペナー ×
1R 4:59 TKO（パウンド）
第7試合 ライトヘビー級ワンマッチ 5分3R
○  ジェームス・テフナ vs.  アーロン・ロサ ×
1R 2:08 TKO（パウンド）

### メインカード
第8試合 ミドル級ワンマッチ 5分3R
○  コンスタンティノス・フィリッポウ vs.  コート・マッギー ×
3R終了 判定3-0（29-28、29-28、29-28）
第9試合 フライ級王座決定トーナメント 準決勝 5分3R
△  デメトリアス・ジョンソン vs.  イアン・マッコール △
3R終了 判定1-0（29-28、29-29、28-28）
※ジャッジの採点ミスが発表され、結果はドロー（1-0）に変更された
第10試合 フライ級王座決定トーナメント 準決勝 5分3R
○  ジョセフ・ベナビデス vs.  漆谷康宏 ×
2R 0:11 TKO（右フック→パウンド）
※ベナビデスが決勝進出
第11試合 ウェルター級ワンマッチ 5分3R
○  マルティン・カンプマン vs.  チアゴ・アウベス ×
3R 4:12 ギロチンチョーク

### 各賞
ファイト・オブ・ザ・ナイト： デメトリアス・ジョンソン vs. イアン・マッコール
ノックアウト・オブ・ザ・ナイト： ジョセフ・ベナビデス
サブミッション・オブ・ザ・ナイト： マルティン・カンプマン
各選手にはボーナスとして5万ドルが授与された

## フライ級王座決定トーナメント
|  | 準決勝                   | 準決勝               |  |  | 決勝 | 決勝 |
|  |                          |                      |  |  |      |      |
|  |                          |                      |  |  |      |      |
|  | デメトリアス・ジョンソン | RD 3                 |  |  |      |      |
|  | イアン・マッコール       | 判定1-0              |  |  |      |      |
|  |                          |                      |  |  |      |      |
|  |                          |                      |  |  |      |      |
|  |                          | ジョセフ・ベナビデス |  |  |      |      |
|  |                          |                      |  |  |      |      |
|  | ジョセフ・ベナビデス     | RD 2                 |  |  |      |      |
|  | 漆谷康宏                 | TKO                  |  |  |      |      |